# Prometheus (opera)
Prometheus is een opera van de Duitse componist Carl Orff. De Griekse tekst van de opera is gebaseerd op "Prometheus Geboeid" (Προμηθεὺς Δεσμώτης – Promētheús desmṓtēs), een Griekse tragedie van Aischylos, het enige overgebleven deel van de trilogie Prometheus. De eerste uitvoering vond plaats op 24 maart 1968 in het Staatstheater te Stuttgart. Deze werd gedirigeerd door Ferdinand Leitner en geproduceerd door Gustav Rudolf Sellner. Het werk vertelt het verhaal van de mythologische figuur Prometheus.

## Rolverdeling
| Griekse naam    | Latijnse naam         | Vocale rol  | Rolverdeling van de première 24. 3. 1968 (Dirigent: Ferdinand Leitner) |
| --------------- | --------------------- | ----------- | ---------------------------------------------------------------------- |
| Προμηθεύς,      | Prometheus            | bariton     | Carlos Alexander                                                       |
| Κράτος          | Potentia              | spreekstem  | Toni Blankenheim                                                       |
| Βία             | Vis                   | spreekstem  | Toni Blankenheim                                                       |
| Ἥφαιστος        | Hephaistos (Vulcanus) | bariton     | Heinz Cramer                                                           |
| Ὠκεανός,        | Oceanus               | tenor       | Keith Engen                                                            |
| Ἰὼ Ἰνάχου,      | Io                    | sopraan     | Althea Bridges                                                         |
| Ἑρμῆς,          | Hermes (Mercurius)    | bas         | Wilhelm Ferenz                                                         |
| Ὠκεανίδα        | Oceanida prima        | sopraan     | Althea Bridges                                                         |
| Ὠκεανίδα        | Oceanida secunda      | alt         | Ursula Sutter                                                          |
| Χόρος Ὠκεανίδων | Chorus Oceanidum      | vrouwenkoor | Koor van de Staatsopera van Stuttgart                                  |

## Synopsis
De titaan Prometheus, die vanwege zijn vermeende vuurroof in Scythische ijzeren kettingen is geplaatst, wil de Olympische heerser Zeus geen geheime kennis onthullen die hij beweert te bezitten. Hermes vraagt Prometheus nog een laatste keer om eindelijk de hetaerae te noemen die Zeus en zijn volgelingen hun eeuwige heerschappij zouden kosten. Wanneer Prometheus weigert, wordt hij getroffen door bliksem en donder door een aardbeving die hem in het schaduwrijke rijk van de Hades werpt.
Kratos (Grieks: "Power") en Bia (Grieks: "Geweld"), de dienaren van Zeus, slepen Prometheus naar de Kaukasus bergen, waar, op bevel van Zeus, de onwillige Hephaistos Prometheus aan een rots ketent van de Kaukasus. Hephaistos heeft medelijden met Prometheus, maar is ook bang voor Zeus en zijn handlangers.
Nadat Hephaistos, Kratos en Bia zijn vertrokken, verschijnt het refrein van de dochters van Okeanos; ze verzekeren hem van zijn vriendschap en informeren naar de reden van deze straf. Prometheus vertelt over zijn gevecht tegen Kronos en helpt Zeus zijn vader omver te werpen door sluwheid en slimheid. Zeus passeerde toen de kantoren, maar dacht niet aan de mensen, zodat alleen Prometheus hen te hulp kwam; hij gaf ze het vuur, de hoop en de kunst van profetie. Het refrein waarschuwt hem voor zijn durf, waarop Prometheus verklaart dat hij, ondanks zijn kennis van zijn toekomstige straf, het omwille van de mensen heeft gedaan.
Het refrein vliegt weg, waarna Okeanos met zijn griffioen het podium oprijdt. Hij beschrijft zichzelf als de grootste vriend van Prometheus en beweert dat hij zich zo snel mogelijk naar hem toe haastte. Maar Prometheus vraagt hem of hij zich wil overgeven aan zijn lijden en is opnieuw verontwaardigd over Zeus. Okeanos waarschuwt hem ook voor het gebrek aan onderwerping aan de nieuwe heerser. Prometheus moet zich onderwerpen en om genade vragen, zodat hij verlost kan worden. Maar hij reageert ironisch op dit advies van Okeanos, die de mensen niet met hem had gesteund. Okeanos biedt aan om Zeus aan te spreken, maar Prometheus raadt hem dit af, verwijzend naar zijn broers  Atlas en Typhon. Okeanos is overtuigd en vliegt weg.
Het refrein keert terug en betreurt het betreurenswaardige lot van Prometheus. Vervolgens vertelt Prometheus welke kennis hij bij de mensheid heeft gebracht, waaronder geneeskunde, zeevaart, meteorologie en waarzeggerij. Hij kondigt ook aan dat Zeus op een dag zal aftreden en dat Prometheus zal worden verlost. De Okeaniden zouden Zeus echter niet over zijn toekomst moeten vertellen, zodat zijn profetie zal uitkomen. Het refrein betreurt het lijden van Prometheus en het gebrek aan hulp van de mensheid die de steun van Prometheus had genoten.
De gehoornde  Io, dochter van Inachos, betreedt het podium. Prometheus kondigt het einde aan van Zeus 'regering door een zoon van Hera. Als Io ontdekt dat Prometheus de kunst van het waarzeggen onder de knie heeft, wil ze dat hij haar eigen lot voorspelt. Daarvoor vertelt ze echter hoe ze van Zeus 'liefde droomde. Daarom ontving Inachos, de vader van Io, het nieuws van een orakel en besloot hij zijn dochter het land uit te zetten. Om de liefde voor Io te verdoezelen, veranderde hij haar in een koe. Maar dit was niet verborgen voor Hera; ze stuurde Argos als bewaker en liet de koe achtervolgen door een horzel. Prometheus kondigt nu Io's toekomst aan: ze zal de Bosporus oversteken (die naar haar zal worden genoemd) en zal uiteindelijk Ethiopië bereiken na de Nijldelta naar  Canopus om daar Epaphos te baren. Een afstammeling van de Io's in de 13e generatie, een "held van de boog" (Herakles) zal Prometheus op een dag redden. Omdat Io de steken van de horzel niet meer kan verdragen, ontsnapt ze.
Prometheus onthult aan het refrein van de Oceaniden dat de vloek van Zeus zal eindigen. Hermes komt binnen en eist dat Prometheus zich openstelt voor Zeus die hem zal omverwerpen. Hij dreigt met bliksem en storm, wat Prometheus ernstig zou schaden; een door Zeus gezonden adelaar zou de lever van Prometheus komen eten. Aangezien Prometheus weigert deze kennis bekend te maken, wordt hij gestraft door Zeus: de rots met de titaan erop gesmeed zinkt in Hades.

## Muziek

### Orkest
De partituur van Orff's  Prometheus  vraagt om een instrumentatie die uniek is in de muziekgeschiedenis:
- 6  fluiten, allemaal ook piccolo, 1 ook basfluit
- 6  hobo, hobo 5 & 6 ook althobo
- 6 trompet
- 6 trombone
- 4 harp
- 4  tenor banjo
- 1 orgel
- 1 portatief
- 1 elektronisch orgel
- 4 vleugel s met 8 spelers
- 9 contrabas

De grote percussie-sectie vereist 15 tot 18 spelers:
- 5 Pauken
- 2 kleine pauken met houten deksel
- 1 snare drum met resonerende snaren
- 3 Baskische drums
- 2 bass drum, 1 met een bekken bevestigd
- 1 O-Daiko
- 1 Taiko
- 4 Darabukka
- 2 Conga
- 1 lithofoon
- 2 xylofoon
- 2 chromatische tenor xylofoons
- 2 marimba
- 1 bas xylofoon
- 1 klokkenspel
- 1 metallofoon
- 1 bas metallofoon
- 6 buisvormige bellen
- 1 triangel
- 1 paar bekken
- 3 hangende bekkens (klein - middel - groot)
- 5 hangende Turkse bekkens
- 3 hangende Chinese bekkens
- 2 cymbales antiques
- 1 paar kleine cymbales antiques (c  5 )
- 6 paar  antieke bekkens
- 3 Tamtam
- 3 Gong
- 2 grote metalen platen (e  3  en f  3 )
- 1 bordenbel (contra-C  1 )
- 1 Guero
- 5 houtblokken
- 3 houten bellen
- 1 Grote houten bel
- 1 Afrikaanse sleufdrum
- houten planken
- 1 paar bamboe buizen
- 2 paar Hyoshigi
- 1 Wasamba
- 1 Bin Sasara
- 4 Maraca's
- 2 Angklung (g  1  en b  1 )
- 7 glazen (afgestemd)
- 1 windmachine
- 1 dondermachine